# Martin van Rijn
Maarten Johannes (Martin) van Rijn (ur. 7 lutego 1956 w Rotterdamie) – holenderski polityk, urzędnik państwowy i ekonomista, w latach 2012–2017 sekretarz stanu, a w 2020 minister w gabinetach Marka Rutte.

## Życiorys
W 1980 ukończył ekonomię na Uniwersytecie Erazma w Rotterdamie. W latach 1980–2000 był urzędnikiem w ministerstwie mieszkalnictwa, planowania przestrzennego i środowiska, od 1995 na stanowisku zastępcy dyrektora generalnego do spraw mieszkalnictwa. Później do 2003 pracował jako dyrektor generalny do spraw zarządzania i polityki kadrowej w ministerstwie spraw wewnętrznych. W latach 2003–2007 zajmował stanowisko dyrektora generalnego do spraw opieki zdrowotnej w ministerstwie zdrowia, opieki społecznej i sportu. W 2008 został dyrektorem generalnym funduszu emerytalnego PGGM.
Członek Partii Pracy. Z rekomendacji tej partii od listopada 2012 do października 2017 był sekretarzem stanu w resorcie zdrowia, opieki społecznej i sportu w drugim gabinecie Marka Rutte. Potem pełnił funkcję przewodniczącego rady dyrektorów Reinier Haga Groep, instytucji zarządzającej kilkoma szpitalami. W marcu 2020, w trakcie panującej pandemii COVID-19, dołączył do trzeciego rządu Marka Rutte jako minister bez teki do spraw opieki zdrowotnej (jego poprzednik Bruno Bruins ustąpił, motywując to przemęczeniem). Martin van Rijn pozostał członkiem opozycyjnej wobec tego gabinetu PvdA (przy czym jej lider Lodewijk Asscher pozytywnie przyjął tę nominację). Stanowisko to zajmował do lipca tego samego roku (zgodnie z wcześniejszymi ustaleniami).
Odznaczony Orderem Oranje-Nassau IV klasy (2008).